# Luís Fernando da Prússia (1772–1806)
Luís Fernando Cristiano da Prússia (Louis Ferdinand Cristian von Preußen; Berlim, 18 de novembro de 1772 – Saalfeld, 10 de outubro de 1806) foi um príncipe da Prússia, compositor e, comandante durante as Guerras Napoleônicas.

## Biografia
Nascido em 18 de novembro de 1772 no Palácio Friedrichsfelde, Berlim, Luís Fernando era filho do príncipe Augusto Fernando da Prússia e da marquesa Isabel Luísa de Brandemburgo-Schwedt. Seus avós paternos eram o rei Frederico Guilherme I da Prússia e Sofia Doroteia de Hanôver, filho do rei Jorge I da Grã-Bretanha e, seus avós maternos eram o marquês Frederico Guilherme de Brandemburgo-Schwedt e a princesa Sofia Doroteia da Prússia.
Ele faleceu em 10 de outubro de 1806 durante a Batalha de Saalfeld. e foi sepultado na Catedral de Berlim, Alemanha.